# Chiquimulilla
Chiquimulilla är en ort i Guatemala.   Den ligger i kommunen Municipio de Chiquimulilla och departementet Departamento de Santa Rosa, i den södra delen av landet, 60 km söder om huvudstaden Guatemala City. Chiquimulilla ligger 306 meter över havet och antalet invånare är 12 842.
Terrängen runt Chiquimulilla är varierad, och sluttar söderut. Runt Chiquimulilla är det ganska tätbefolkat, med 90 invånare per kvadratkilometer. Chiquimulilla är det största samhället i trakten. Omgivningarna runt Chiquimulilla är en mosaik av jordbruksmark och naturlig växtlighet.